# Gaspar Gentile
Gaspar Gentile (Los Quirquinchos, 16 febbraio 1995) è un calciatore argentino, attaccante del Cienciano.

## Caratteristiche tecniche
È un'ala destra.

## Carriera
È cresciuto nelle giovanili del Newell's Old Boys.

## Statistiche

### Presenze e reti nei club
Statistiche aggiornate al 17 aprile 2018.
| Stagione          | Squadra           | Campionato        | Campionato | Campionato | Coppe nazionali | Coppe nazionali | Coppe nazionali | Coppe continentali | Coppe continentali | Coppe continentali | Altre coppe | Altre coppe | Altre coppe | Totale | Totale | Totale |
| Stagione          | Squadra           | Comp              | Pres       | Reti       | Comp            | Pres            | Reti            | Comp               | Pres               | Reti               | Comp        | Pres        | Reti        | Pres   | Reti   |        |
| ----------------- | ----------------- | ----------------- | ---------- | ---------- | --------------- | --------------- | --------------- | ------------------ | ------------------ | ------------------ | ----------- | ----------- | ----------- | ------ | ------ | ------ |
| 2016              | Ferro (GP)        | TA                | 15         | 0          | CA              | 0               | 0               |                    | -                  | -                  |             | -           | -           | 15     | 0      |        |
| 2016-2017         | Ferro (GP)        | TA                | 24         | 1          | CA              | 0               | 0               |                    | -                  | -                  |             | -           | -           | 24     | 1      |        |
| Totale Ferro (GP) | Totale Ferro (GP) | Totale Ferro (GP) | 39         | 1          |                 | 0               | 0               |                    | -                  | -                  |             | -           | -           | 39     | 1      |        |
| 2017-2018         | Temperley         | PD                | 7          | 0          | CA              | 0               | 0               |                    | -                  | -                  |             | -           | -           | 7      | 0      |        |
| Totale carriera   | Totale carriera   | Totale carriera   | 46         | 1          |                 | 0               | 0               |                    | -                  | -                  |             | -           | -           | 46     | 1      |        |